# Litchborough
Litchborough – wieś w Anglii, w hrabstwie Northamptonshire, w dystrykcie (unitary authority) West Northamptonshire. Leży 14 km na południowy zachód od miasta Northampton i 100 km na północny zachód od Londynu. Miejscowość liczy 300 mieszkańców.